# Évangile et société
Évangile et Société est une association française dédiée au travail sur la pensée sociale chrétienne et à sa diffusion, qui a été créée en 1976 à Paris.
Cette création résulte de deux contextes particuliers : d'une part la mise en sommeil des Semaines sociales de France, d'autre part la rédaction du rapport sur La réforme de l'entreprise demandé à Pierre Sudreau par le président Giscard d'Estaing.
À cette occasion, Jacques Tessier et André Aumonier, présidents respectivement de la CFTC et du CFPC (Centre français du patronat chrétien), décidèrent de créer cette association pour proposer un regard chrétien sur l'entreprise, en s'abstrayant du rapport salariés-chefs d'entreprises et en gardant la plus grande liberté vis-à-vis des structures des Églises.
L'association est apolitique et œcuménique. Les fondateurs furent également Joseph Fontanet, André Piettre, Henri Guitton, Pierre Boisard. Rémy Montagne devait les rejoindre en 1978
Évangile et Société contribua à la fondation de l'Université volante internationale, créée à Cologne en 1986, qui existe encore aujourd'hui sous le nom d'Association internationale de l'enseignement social chrétien (AIESC). Les deux associations organisèrent régulièrement des séminaires et des colloques, dont certains aboutirent à la publication d'ouvrages, comme L'enseignement social chrétien, dimensions actuelles, ouvrage coordonné par Patrick de Laubier (Fribourg, 1988).
Elle fonda également en 1997 l'Observatoire chrétien de l'entreprise et de la société (OCHRES), qui analyse l'actualité française et internationale avec un regard chrétien.